# 张殿臣 (1911年)
张殿臣（1911年—1938年7月14日），天津市宝坻区潮阳街道烧角村人，中国抗日烈士。

## 生平
早年曾在南京国民政府山东军事训练团训练四年，后转南京军事学校学习三年。
抗日战争爆发后，自南京返回宝坻，参加当地抗日队伍“七路军”，1938年7月14日牺牲于攻打宝坻县城的战斗中。